# الركن البعيد الهادي (ألبوم)
في الركن البعيد الهادي هو الألبوم الأول للمطربة المصرية أنغام، والألبوم من إنتاج شركة عالم الفن، تم إنتاج الالبوم عام 1988.
الألبوم مكون من 7 أغاني، وقامت الفنانة بتصوير أغنية «في الركن البعيد الهادي» فيديو كليب.
قام الموسيقار الكبير محمد عبد الوهاب بتلحين أغنية بسبوسة وقد تم تقديم الشكر لهذا الجهدعلى غلاف الألبوم.
ألحان أغاني الألبوم عامة من تلحين الملحن محمد علي سليمان، وكلمات كل من:
- صلاح فايز
- إبراهيم موسى
- حسين السيد
- عبد الرحيم منصور
- عزت الجندي

## الأغاني
| #  | عنوان                    | المدة |
| -- | ------------------------ | ----- |
| 1. | "في الركن البعيد الهادي" | 7:15  |
| 2. | "يا عيني على الصدف"      | 6:07  |
| 3. | "أنا وانت"               | 5:50  |
| 4. | "تامر يا حب"             | 8:56  |
| 5. | "بسبوسة"                 | 4:45  |
| 6. | "آلام"                   | 6:16  |
| 7. | "لا يالحبيب"             | 4:55  |